# Coenosia oregonensis
Coenosia oregonensis este o specie de muște din genul Coenosia, familia Muscidae, descrisă de Malloch în anul 1919. Conform Catalogue of Life specia Coenosia oregonensis nu are subspecii cunoscute.